# Aniselytron
Aniselytron är ett släkte av gräs. Aniselytron ingår i familjen gräs.
Kladogram enligt Catalogue of Life:
| Aniselytron | \| \| Aniselytron agrostoides \| \| \| \| \| \| Aniselytron treutleri \| \| \| \| |
|             | \| \| Aniselytron agrostoides \| \| \| \| \| \| Aniselytron treutleri \| \| \| \| |
|             | Aniselytron agrostoides                                                           |
|             |                                                                                   |
|             | Aniselytron treutleri                                                             |
|             |                                                                                   |